# Yellow Submarine (album)
Yellow Submarine je deseti studijski album skupine The Beatles, izdan 13. januarja 1969 v ZDA in 17. januarja 1969 v Združenem kraljestvu pri založbi Apple. Album je bil izdan kot glasba iz istoimenskega animiranega filma, ki je doživel premiero v juliju 1968. Yellow Submarine vsebuje 13 skladb, od tega 6 skladb Beatlesov in 7 skladb za orkester, ki jih je napisal George Martin.

## Seznam skladb
Vse pesmi je napisal in uglasbil dvojec Lennon–McCartney, razen kjer je posebej napisano.
| Stran 1: Skladbe iz filma | Stran 1: Skladbe iz filma                                                          | Stran 1: Skladbe iz filma |
| Št.                       | Naslov                                                                             | Dolžina                   |
| ------------------------- | ---------------------------------------------------------------------------------- | ------------------------- |
| 1.                        | „Yellow Submarine‟ (v originalu na albumu Revolver)                                | 2:40                      |
| 2.                        | „Only a Northern Song‟ (George Harrison)                                           | 3:24                      |
| 3.                        | „All Together Now‟                                                                 | 2:11                      |
| 4.                        | „Hey Bulldog‟                                                                      | 3:11                      |
| 5.                        | „It's All Too Much‟ (George Harrison)                                              | 6:25                      |
| 6.                        | „All You Need Is Love‟ (vključena na ameriški verziji albuma Magical Mystery Tour) | 3:51                      |

Vse pesmi je napisal in uglasbil George Martin, razen kjer je posebej napisano.
| Stran 2: Orkestrska glasba iz filma | Stran 2: Orkestrska glasba iz filma                                                      | Stran 2: Orkestrska glasba iz filma |
| Št.                                 | Naslov                                                                                   | Dolžina                             |
| ----------------------------------- | ---------------------------------------------------------------------------------------- | ----------------------------------- |
| 1.                                  | „Pepperland‟                                                                             | 2:21                                |
| 2.                                  | „Sea of Time‟                                                                            | 3:00                                |
| 3.                                  | „Sea of Holes‟                                                                           | 2:17                                |
| 4.                                  | „Sea of Monsters‟                                                                        | 3:37                                |
| 5.                                  | „March of the Meanies‟                                                                   | 2:22                                |
| 6.                                  | „Pepperland Laid Waste‟                                                                  | 2:19                                |
| 7.                                  | „Yellow Submarine in Pepperland‟ (John Lennon - Paul McCartney, aranžiral George Martin) | 2:13                                |